# Église Saint-Thomas de Vaulx-en-Velin
Pour les articles homonymes, voir Église Saint-Thomas.
L'église Saint-Thomas est un édifice religieux catholique français, situé à Vaulx-en-Velin dans la métropole de Lyon.

## Présentation
Consacré en 2012 et affecté au culte catholique sous sa forme latine et chaldéenne, cet édifice est la première église construite depuis quarante ans dans l'archidiocèse de Lyon.

## Histoire de la construction

### Contexte
Vaulx-en-Velin, commune ayant gagné l'essentiel de ses habitants au cours du XXe siècle, était assez mal dotée en matière d'édifices religieux, en particulier chrétiens, étant donné que les églises présentes sur son territoire étaient adaptées à la taille du village qu'était Vaulx au XIXe siècle.
La construction d'une nouvelle église devient une nécessité à la fermeture de l'ancienne chapelle pour cause de vétusté.

### Construction
La pose de la première pierre a lieu le 30 avril 2010. L'apôtre Thomas est choisi comme patron car il est considéré comme le premier évangélisateur de l'Extrême-Orient - en particulier de l'Inde du Sud - et la ville de Vaulx-en-Velin compte de nombreux chrétiens des communautés tamoule, chaldéenne, créole, mauricienne, africaine. Le coût du chantier est de 4 millions d'euros, entièrement financé par des dons. C'est l'agence d'architecture Lyonnaise, Siz'-Ix (Emmanuelle Andreani & Étienne Régent) qui conçoit et réalise ce projet. Les deux « murs-vitraux », techniques innovantes et inédites en la matière, sont l’œuvre du peintre Xavier Noiret-Thomé.

### Dédicace
La nouvelle église, consacrée le 2 décembre 2012 par le cardinal Barbarin, peut accueillir 450 personnes. C'est la première église consacrée dans le diocèse de Lyon depuis quarante ans.
La dédicace s'est faite notamment en présence du maire PCF Bernard Genin, de la députée PS Hélène Geoffroy, du président de la communauté urbaine de Lyon Gérard Collomb, de Jean-Jack Queyranne, président du Conseil régional, ainsi que de représentants associatifs et religieux juifs, protestants et musulmans.

## Cultes
L'église est affectée au culte catholique. Elle accueille aussi les catholiques de rite chaldéen.

### Sources et liens externes
- Photographies du chantier de l'église
- L'église Saint-Thomas de Vaulx-en-Velin inaugurée !